# (8784) 1977 RQ19
(8784) 1977 RQ19 (1977 RQ19, 1981 UT23, 1992 UD5) — астероїд головного поясу, відкритий 9 вересня 1977.
Тіссеранів параметр щодо Юпітера — 3.528.